# ريمون هاتون
ريمون هاتون (بالإنجليزية: Raymond Hatton)‏ هو ممثل أمريكي، ولد في 7 يوليو 1887 بريد واك في الولايات المتحدة، وتوفي في 21 أكتوبر 1971 بباسادينا في الولايات المتحدة بسبب نوبة قلبية.

## أعمال

### أفلام
- (1931) أروسميث

## وصلات خارجية
- ريمون هاتون على موقع IMDb (الإنجليزية)
- ريمون هاتون على موقع ألو سيني (الفرنسية)
- ريمون هاتون على موقع أول موفي (الإنجليزية)
- ريمون هاتون على موقع قاعدة بيانات الأفلام السويدية (السويدية)
- ريمون هاتون على موقع قاعدة بيانات الفيلم (الإنجليزية)
- ريمون هاتون على موقع كينوبويسك (الروسية)